# Diospilus trimeroderi
Diospilus trimeroderi är en stekelart som först beskrevs av Marshall 1902.  Diospilus trimeroderi ingår i släktet Diospilus och familjen bracksteklar. Inga underarter finns listade i Catalogue of Life.